# Resolutie 1795 Veiligheidsraad Verenigde Naties
Resolutie 1795 van de Veiligheidsraad van de Verenigde Naties werd unaniem aangenomen door de VN-Veiligheidsraad op 15 januari 2008. Het was de eerste resolutie van 2008 en verlengde de VN-vredesmacht in Ivoorkust met een half jaar.

## Achtergrond
In 2002 brak in Ivoorkust een burgeroorlog uit tussen de regering in het christelijke zuiden en rebellen in het islamitische noorden van het land. In 2003 leidden onderhandelingen tot de vorming van een regering van nationale eenheid en waren er Franse en VN-troepen aanwezig. In 2004 zegden de rebellen hun vertrouwen in de regering op en namen opnieuw de wapens op. Op 6 november kwamen bij Ivoriaanse luchtaanvallen op de rebellen ook 9 Franse vredeshandhavers om. Nog die dag vernietigden de Fransen de gehele Ivoriaanse luchtmacht, waarna ongeregeldheden uitbraken in de hoofdstad Abidjan.

## Inhoud

### Waarnemingen
De Veiligheidsraad had het Ouagadougou-Akkoord tussen president Laurent Gbagbo en rebellenleider Guillaume Soro en de benoeming van Soro tot Eerste Minister gesteund. De Raad veroordeelde ook elke poging om het vredesproces van koers te brengen, zoals de aanval tegen de Eerste Minister in Bouaké op 29 juni.

### Handelingen
President Gbagbo en premier Soro hadden 2 supplementen bij het Ouagadougou-Akkoord getekend. De partijen in Ivoorkust werden opgeroepen deze en het akkoord zelf nu uit te voeren.
De Veiligheidsraad verlengde de mandaten van de UNOCI-vredesmacht en de Franse troepenmacht die deze ondersteunde tot 30 juli 2008 om de organisatie van vrije, open, eerlijke en transparante verkiezingen te ondersteunen.

## Verwante resoluties
- Resolutie 1765 Veiligheidsraad Verenigde Naties (2007)
- Resolutie 1782 Veiligheidsraad Verenigde Naties (2007)
- Resolutie 1826 Veiligheidsraad Verenigde Naties
- Resolutie 1842 Veiligheidsraad Verenigde Naties

Lijst ·  1795 ·  1796 ·  1797 ·  1798 ·  1799 ·  1800 ·  1801 ·  1802 ·  1803 ·  1804 ·  1805 ·  1806 ·  1807 ·  1808 ·  1809 ·  1810 ·  1811 ·  1812 ·  1813 ·  1814 ·  1815 ·  1816 ·  1817 ·  1818 ·  1819 ·  1820 ·  1821 ·  1822 ·  1823 ·  1824 ·  1825 ·  1826 ·  1827 ·  1828 ·  1829 ·  1830 ·  1831 ·  1832 ·  1833 ·  1834 ·  1835 ·  1836 ·  1837 ·  1838 ·  1839 ·  1840 ·  1841 ·  1842 ·  1843 ·  1844 ·  1845 ·  1846 ·  1847 ·  1848 ·  1849 ·  1850 ·  1851 ·  1852 ·  1853 ·  1854 ·  1855 ·  1856 ·  1857 ·  1858 ·  1859